# 전오승
전오승(全吾承, 1923년 3월 16일~2016년 7월 3일)은 대한민국의 기타 연주가 겸 작곡가였었고 본명은 전봉수(全鳳壽)이며, 당대의 영화 음악 작곡가 등으로도 그 이름과 명성을 알리었다.

## 생애
일제강점기 평안남도 진남포 지역의 어느 부잣집에서 부친 전상연(全常淵)과, 모친 장중차(張中次)의 사이에서 슬하 5남 4녀 중 맏이(장남)로 태어났다. 1934년 일제 시대 평안남도 진남포 남포보통학교 졸업, 1939년 진남포 실천고등상업학교를 중퇴한 뒤 만18세 시절이던 1942년 춘이월, 당시 3년 연하의 김진화 씨와 결혼과 동시에, 부인(김진화)과 함께 일제강점기 경성부 종로(1945년 을유 광복 후 서울 종로)에 홀로 부부 단둘이만 이주해, 경성으로 이주한 그 이듬해 1943년 5월, 경성(종로)에서 장남 전창태 씨를, 이듬해 1944년 10월, 경성(종로)에서 장녀 전영심 씨를 득녀 후 1945년 해방(을유년 광복)된 이후에는 서울 마포에 정착했고, 을유 해방 직후부터 삼팔도선(훗날의 휴전선)이 설치되면서 더는 진남포 고향으로 갈수가 없게 되었지만, 시절이 갈수록 서울에서 정을 붙이면서 서대문에 있던 서양 고전 클래식 음악 피아니스트 겸 작곡가 조두남 씨의 자택을 드나들며 화성악(화성음악학)을 배웠다.
1947년 정동방송국(HLKA)의 경음악단 전속 기타리스트로 활동했으며 이듬해 1948년 중앙방송국에서는 콘트라베이스 연주자 겸 작곡가로 활동했다. 1950년 춘사월 당시 차녀 전영선 씨(훗날 배우 활동)를 득녀하였고, 1956년 11월, 삼녀 전영희 씨를 득녀하였으며, 1959년 12월, 차남 전창무 씨를 득남하는 등 모두 2남 3녀(5남매)를 득(得)하였다. 여동생 나애심(본명 전봉선)이 부른 《밤의 탱고》, 《과거를 묻지 마세요》 등 유행가를 작곡했다. 《이별의 인천항》, 《방랑시인 김삿갓》, 《백마야 우지마라》 등도 작곡했으며 명국환, 박경원 등에게도 곡을 줬다. 1978년 《전우가 남긴 한 마디》를 작사, 작곡한 것을 마지막으로, 1983년 당시에 활동을 사실상 모두 정리하고 1980년대 초반에, 고모 故 전진선 씨 내외 등이 남긴 후손들인 고종사촌 일가들과 모두 함께 동반하여, 장녀 내외(큰딸 전영심 부부)가 이주 및 거주하고 있던 미국 로스앤젤레스로 건너갔다.

## 가족 관계
- 둘째 딸 전영선: 영화 배우 출신.[주 3]
- 누이동생 나애심(1930~2017): 가수 겸 영화 배우. 본명 전봉선.
- 생질녀(조카) 김혜림: 가수(1968년 5월생). 나애심 부부의 둘째 딸(나애심 부부의 첫째 딸은 1956년 3월생).
- 누이동생 전봉옥: 가수 겸 영화 배우 출신.[주 4]

## 기타
- 낚시광으로도 유명하다. 동아방송(DBS 라디오)에서 낚시 해설을 하기도 했다.

### 참조주
1. ↑  2016.07.05. 단신 뉴스 보도 자료 中 부고 및 부음
2. ↑  [깨진 링크(과거 내용 찾기)], 박성서, 음악 평론, 작가 탐구[03]작곡가 전오승, 악기 탐닉이 남달랐던 '기타꾼'이자 '낚시광'

### 내용주
1. ↑  고모 전진선(1894년생~1978년졸) 씨는 생전에 1909년 당시 고모부 홍병표(1891년생~1972년졸) 씨와 결혼하여 그때부터 대한제국 경기도 고양군 은평면 시댁(媤宅)으로 출가.
2. ↑  1945년 8·15 을유 해방 이후부터 삼팔도선 남쪽에서 일평생토록 유일하게 연락하며 지낸 친척 고모 전진선 내외.
3. ↑  1956년 조긍하 감독의 영화 《황진이》의 아역(단역)으로 영화배우 첫 데뷔한지도 2년 후, 1958년 이강천 감독 작품인 영화 《종말 없는 비극》의 아역 조연을 통하여 영화배우 정식 데뷔를 하였으며 결혼 후 1991년 영화배우 은퇴하여 미국 캘리포니아주 로스앤젤레스 거주.
4. ↑  1933년 1월 22일(92세) 일제 시대 평안남도 진남포 출생. 1944년 9월 당시, 일제 말기 평안남도 진남포여자중고등보통학교 1학년 중퇴 후 같은 해 동짓달(1944년 11월)에 일제 시대 경성부 종로 사갓집 살던 큰오빠 부부(전오승 내외)의 사저로 건너가 1945년 경성(종로)에서 을유 광복(1945 해방)을 목도하였으며 1954년 가수 첫 데뷔 후 1957년 김기영 감독 작품인 영화 《여성 전선》의 단역을 통하여 영화배우 데뷔하였고 1978년 가수 겸 배우 분야에서 모두 은퇴 이후 미국 캘리포니아주 로스앤젤레스 이주(1978년 이후 미국 LA 거주).